# Ключи (Репьёвский район)
Ключи — хутор в Репьёвском районе Воронежской области Российской Федерации.
Входит в состав Бутырского сельского поселения.

## География
На хуторе имеется одна улица — Родниковая.

## Население
| 2010 |
| ---- |
| 1    |